# Acanthermia insulsa
Acanthermia insulsa är en fjärilsart som beskrevs av Paul Dognin 1900. Acanthermia insulsa ingår i släktet Acanthermia och familjen nattflyn. Inga underarter finns listade i Catalogue of Life.